# Lasara
Lasara ist ein Census-designated place in Willacy County im US-Bundesstaat Texas in den USA. Das U.S. Census Bureau hat bei der Volkszählung 2020 eine Einwohnerzahl von 909 ermittelt.

## Geographie
Die gesamte Fläche beträgt 3,6 km².

## Demografische Daten
Das durchschnittliche Einkommen eines Haushalts liegt bei 17.794 USD, das durchschnittliche Einkommen einer Familie bei 18.917 USD. Männer haben ein durchschnittliches Einkommen von 18.472 USD gegenüber den Frauen mit durchschnittlich 12.917 USD. Das Pro-Kopf-Einkommen liegt bei 6.636 USD. 45,2 % der Einwohner und 40,9 % der Familien leben unterhalb der Armutsgrenze.